# Matsudaira Nobuyasu
Matsudaira Nobuyasu (松平 信康, 13 de abril de 1559 – 5 de outubro de 1579) foi o filho mais velho de Tokugawa Ieyasu. O seu tsūshō ("nome comum") era Jirōsaburō (次郎三郎). Nobuyasu era também conhecido por Okazaki Saburō (冈崎三郎), uma vez que havia se tornado o senhor do Castelo de Okazaki (冈崎城) em 1570. Por ter sido filho de Tokugawa Ieyasu, é normalmente chamado de Nobuyasu Tokugawa (徳川信康).

## Biografia
Nobuyasu foi o primeiro filho de Ieyasu. A sua mãe era a sobrinha de Imagawa Yoshimoto, Lady Tsukiyama. Quando criança, Nobuyasu foi enviado para a capital Imagawa de Sumpu, localizada na província de Suruga (atual Prefeitura de Shizuoka) como refém. Mais tarde, foi nomeado gerente de Castelo de Okazaki da província de Mikawa (atual Prefeitura de Aichi), local de nascimento de seu pai, e teve um papel importante na batalha de Nagashino em 1575. Vários anos depois, ele  foi suspeito de traição a Oda Nobunaga e foi confinado a Ohama e Futamata, antes de receber a ordem do seu pai para cometer suicídio em 1579, sob os desejos de Oda Nobunaga, mesmo tendo a filha deste, Tokuhime (1559-1636), casado com Nobuyasu.
Nobuyasu não se considerava uma figura popular no seu tempo, visto ter atestado a sua morte (em particular, pela suposta indiferença por parte do pessoal de Tadatsugu Sakai, o que resultou na posição submissa de Nobuyasu que o levou a não contestar a suspeita). Apesar disso, diz-se que Ieyasu Tokugawa lamentou profundamente a sua intervenção na morte de Nobuyasu.